# Grand Prix Formule 1 van Monaco 2013
De Grand Prix Formule 1 van Monaco 2013 werd gehouden op 26 mei 2013 op het Circuit de Monaco. Het was de zesde race uit het kampioenschap.

## Wedstrijdverslag

### Achtergrond

#### DRS-systeem
Voor het DRS-systeem wordt dezelfde DRS-zone gebruikt als in de vorige editie. Deze zone ligt op het rechte stuk van start-finish. De DRS gaat echter alleen open als een coureur zich binnen een seconde afstand van zijn voorganger bevindt.

### Kwalificatie
Voor de derde maal op een rij dit seizoen ging de pole position naar Nico Rosberg, met zijn Mercedes-teamgenoot Lewis Hamilton op de tweede plaats. De tweede startrij was voor de Red Bull-teamgenoten Sebastian Vettel en Mark Webber. Kimi Räikkönen start als vijfde voor Lotus, één positie voor de Ferrari van Fernando Alonso. De McLarens van Sergio Pérez en Jenson Button vertrekken van de zevende en negende plaats, met de Force India van Adrian Sutil tussen hen in. De laatste plaats in de top 10 is voor Jean-Éric Vergne, uitkomend voor Toro Rosso.
Twee coureurs zetten geen tijd neer. Felipe Massa van Ferrari had door een crash in de derde vrije training te veel schade om te kunnen rijden in de kwalificatie. Hij wisselde hierbij ook een versnellingsbak, waardoor hij vijf plaatsen achteruit gezet zou worden. Dit heeft echter geen effect op de startvolgorde omdat hij toch als laatste moet starten. Ook Marussia-coureur Jules Bianchi zette geen tijd neer. Na enkele honderden meters moest hij zijn wagen aan de kant zetten met een mechanisch probleem. Hij start de race als voorlaatste.
Na afloop van de kwalificatie kreeg Marussia-coureur Max Chilton een gridstraf van vijf plaatsen vanwege het wisselen van zijn versnellingsbak.

### Race
De race werd ook gewonnen door Nico Rosberg, die zijn tweede overwinning uit zijn carrière behaalde. Het podium werd volgemaakt door Sebastian Vettel en Mark Webber. Lewis Hamilton werd vierde, voor Adrian Sutil en Jenson Button. Fernando Alonso eindigde als zevende, één positie voor Jean-Éric Vergne. De laatste puntenposities waren voor de Force India van Paul di Resta en Kimi Räikkönen.
De race bevatte twee safetycarfases en één rode vlag. De eerste safetycarfase werd in ronde 29 veroorzaakt door Felipe Massa, die de controle over zijn auto verloor bij het naderen van de bocht Sainte Devote, waardoor hij kort naar het ziekenhuis moest. De rode vlag werd in ronde 45 veroorzaakt doordat Williams-coureur Pastor Maldonado de langzaam rijdende Marussia van Max Chilton in wou halen, Chilton stuurde echter net voor de bocht bij "tabac" te veel naar rechts waardoor de twee wagens elkaar raakten. De auto van Maldonado schoot rechtdoor de vangrail in. De tweede safetycarfase werd veroorzaakt in ronde 62, toen de Lotus-coureur Romain Grosjean bij het uitkomen van de tunnel zijn rempunt miste en daardoor achter op de Toro Rosso van Daniel Ricciardo reed. Grosjean wordt als straf voor het veroorzaken van dit ongeval tien plaatsen teruggezet op de grid voor de volgende race.

## Vrije trainingen
- Er wordt enkel de top 5 weergegeven.

| Vrije training 1 | Pos | No | Coureur          | Constructeur            | Tijd     |
| ---------------- | --- | -- | ---------------- | ----------------------- | -------- |
| Vrije training 1 | 1   | 9  | Nico Rosberg     | Mercedes                | 1:16.195 |
| Vrije training 1 | 2   | 3  | Fernando Alonso  | Ferrari                 | 1:16.282 |
| Vrije training 1 | 3   | 8  | Romain Grosjean  | Lotus-Renault           | 1:16.380 |
| Vrije training 1 | 4   | 4  | Felipe Massa     | Ferrari                 | 1:16.394 |
| Vrije training 1 | 5   | 10 | Lewis Hamilton   | Mercedes                | 1:16.469 |
| Vrije training 2 | Pos | No | Coureur          | Constructeur            | Tijd     |
| Vrije training 2 | 1   | 9  | Nico Rosberg     | Mercedes                | 1:14.759 |
| Vrije training 2 | 2   | 10 | Lewis Hamilton   | Mercedes                | 1:15.077 |
| Vrije training 2 | 3   | 3  | Fernando Alonso  | Ferrari                 | 1:15.196 |
| Vrije training 2 | 4   | 4  | Felipe Massa     | Ferrari                 | 1:15.278 |
| Vrije training 2 | 5   | 2  | Mark Webber      | Red Bull Racing-Renault | 1:15.404 |
| Vrije training 3 | Pos | No | Coureur          | Constructeur            | Tijd     |
| Vrije training 3 | 1   | 9  | Nico Rosberg     | Mercedes                | 1:14.378 |
| Vrije training 3 | 2   | 8  | Romain Grosjean  | Lotus-Renault           | 1:15.039 |
| Vrije training 3 | 3   | 1  | Sebastian Vettel | Red Bull Racing-Renault | 1:15.261 |
| Vrije training 3 | 4   | 3  | Fernando Alonso  | Ferrari                 | 1:15.286 |
| Vrije training 3 | 5   | 10 | Lewis Hamilton   | Mercedes                | 1:15.311 |

Testcoureurs: geen

## Kwalificatie
| Pos                 | No | Coureur             | Constructeur            | Q1        | Q2       | Q3       | Grid |
| ------------------- | -- | ------------------- | ----------------------- | --------- | -------- | -------- | ---- |
| 1                   | 9  | Nico Rosberg        | Mercedes                | 1:24.620  | 1:16.135 | 1:13.876 | 1    |
| 2                   | 10 | Lewis Hamilton      | Mercedes                | 1:23.779  | 1:16.265 | 1:13.967 | 2    |
| 3                   | 1  | Sebastian Vettel    | Red Bull Racing-Renault | 1:24.243  | 1:15.988 | 1:13.980 | 3    |
| 4                   | 2  | Mark Webber         | Red Bull Racing-Renault | 1:25.352  | 1:17.322 | 1:14.181 | 4    |
| 5                   | 7  | Kimi Räikkönen      | Lotus-Renault           | 1:25.835  | 1:16.040 | 1:14.822 | 5    |
| 6                   | 3  | Fernando Alonso     | Ferrari                 | 1:23.712  | 1:16.510 | 1:14.824 | 6    |
| 7                   | 6  | Sergio Pérez        | McLaren-Mercedes        | 1:24.682  | 1:17.748 | 1:15.138 | 7    |
| 8                   | 15 | Adrian Sutil        | Force India-Mercedes    | 1:25.108  | 1:17.261 | 1:15.383 | 8    |
| 9                   | 5  | Jenson Button       | McLaren-Mercedes        | 1:23.744  | 1:17.420 | 1:15.647 | 9    |
| 10                  | 18 | Jean-Éric Vergne    | STR-Ferrari             | 1:23.699  | 1:17.623 | 1:15.703 | 10   |
| 11                  | 11 | Nico Hülkenberg     | Sauber-Ferrari          | 1:25.547  | 1:18.331 |          | 11   |
| 12                  | 19 | Daniel Ricciardo    | STR-Ferrari             | 1:24.852  | 1:18.344 |          | 12   |
| 13                  | 8  | Romain Grosjean     | Lotus-Renault           | 1:23.738  | 1:18.603 |          | 13   |
| 14                  | 17 | Valtteri Bottas     | Williams-Renault        | 1:24.681  | 1:19.077 |          | 14   |
| 15                  | 21 | Giedo van der Garde | Caterham-Renault        | 1:26.095  | 1:19.408 |          | 15   |
| 16                  | 16 | Pastor Maldonado    | Williams-Renault        | 1:23.452  | 1:21.688 |          | 16   |
| 17                  | 14 | Paul di Resta       | Force India-Mercedes    | 1:26.322  |          |          | 17   |
| 18                  | 20 | Charles Pic         | Caterham-Renault        | 1:26.633  |          |          | 18   |
| 19                  | 12 | Esteban Gutiérrez   | Sauber-Ferrari          | 1:26.917  |          |          | 19   |
| 20                  | 23 | Max Chilton         | Marussia-Cosworth       | 1:27.303  |          |          | 22   |
| 107% tijd: 1:29.293 |    |                     |                         |           |          |          |      |
| 21                  | 22 | Jules Bianchi       | Marussia-Cosworth       | geen tijd |          |          | 20   |
| 22                  | 4  | Felipe Massa        | Ferrari                 | geen tijd |          |          | 21   |

## Race
| Pos | No | Coureur             | Constructeur            | Rondes | Tijd/Oorzaak uitval | Grid | Punten |
| --- | -- | ------------------- | ----------------------- | ------ | ------------------- | ---- | ------ |
| 1   | 9  | Nico Rosberg        | Mercedes                | 78     | 2:17:52.506         | 1    | 25     |
| 2   | 1  | Sebastian Vettel    | Red Bull Racing-Renault | 78     | +3.889              | 3    | 18     |
| 3   | 2  | Mark Webber         | Red Bull Racing-Renault | 78     | +6.314              | 4    | 15     |
| 4   | 10 | Lewis Hamilton      | Mercedes                | 78     | +13.895             | 2    | 12     |
| 5   | 15 | Adrian Sutil        | Force India-Mercedes    | 78     | +21.478             | 8    | 10     |
| 6   | 5  | Jenson Button       | McLaren-Mercedes        | 78     | +23.104             | 9    | 8      |
| 7   | 3  | Fernando Alonso     | Ferrari                 | 78     | +26.734             | 6    | 6      |
| 8   | 18 | Jean-Éric Vergne    | STR-Ferrari             | 78     | +27.224             | 10   | 4      |
| 9   | 14 | Paul di Resta       | Force India-Mercedes    | 78     | +27.608             | 17   | 2      |
| 10  | 7  | Kimi Räikkönen      | Lotus-Renault           | 78     | +36.582             | 5    | 1      |
| 11  | 11 | Nico Hülkenberg     | Sauber-Ferrari          | 78     | +42.572             | 11   |        |
| 12  | 17 | Valtteri Bottas     | Williams-Renault        | 78     | +42.691             | 14   |        |
| 13  | 12 | Esteban Gutiérrez   | Sauber-Ferrari          | 78     | +43.212             | 19   |        |
| 14  | 23 | Max Chilton         | Marussia-Cosworth       | 78     | +49.886             | 22   |        |
| 15  | 21 | Giedo van der Garde | Caterham-Renault        | 78     | +1:02.591           | 15   |        |
| 16  | 6  | Sergio Pérez        | McLaren-Mercedes        | 72     | Remmen              | 7    |        |
| DNF | 8  | Romain Grosjean     | Lotus-Renault           | 63     | Schade ongeluk      | 13   |        |
| DNF | 19 | Daniel Ricciardo    | STR-Ferrari             | 61     | Ongeluk             | 12   |        |
| DNF | 22 | Jules Bianchi       | Marussia-Cosworth       | 58     | Remmen              | 20   |        |
| DNF | 16 | Pastor Maldonado    | Williams-Renault        | 44     | Ongeluk             | 16   |        |
| DNF | 4  | Felipe Massa        | Ferrari                 | 28     | Ongeluk             | 21   |        |
| DNF | 20 | Charles Pic         | Caterham-Renault        | 7      | Versnellingsbak     | 18   |        |

## Standen na de Grand Prix
- Er wordt enkel de top 5 weergegeven.

| Positie | Nummer | Rijder           | Team                    | Punten |
| ------- | ------ | ---------------- | ----------------------- | ------ |
| 1 ()    | 1      | Sebastian Vettel | Red Bull Racing-Renault | 107    |
| 2 ()    | 7      | Kimi Räikkönen   | Lotus-Renault           | 86     |
| 3 ()    | 3      | Fernando Alonso  | Ferrari                 | 78     |
| 4 ()    | 10     | Lewis Hamilton   | Mercedes                | 62     |
| 5 (1)   | 2      | Mark Webber      | Red Bull Racing-Renault | 57     |

| Positie | Nummers | Team                    | Rijders                        | Punten |
| ------- | ------- | ----------------------- | ------------------------------ | ------ |
| 1 ()    | 1 2     | Red Bull Racing-Renault | Sebastian Vettel Mark Webber   | 164    |
| 2 ()    | 3 4     | Ferrari                 | Fernando Alonso Felipe Massa   | 123    |
| 3 ()    | 7 8     | Lotus-Renault           | Kimi Räikkönen Romain Grosjean | 112    |
| 4 ()    | 9 10    | Mercedes                | Nico Rosberg Lewis Hamilton    | 109    |
| 5 ()    | 14 15   | Force India-Mercedes    | Paul di Resta Adrian Sutil     | 44     |

## Noot
- Dit was de vijftigste podiumplaats voor Sebastian Vettel.